# Col du Cucheron
Ne pas confondre avec le col du Cucheron sur la commune d'Entremont-le-Vieux, ni avec le col du Grand Cucheron dans la chaîne de Belledonne.
Le col du Cucheron est un col de France situé dans le massif de la Chartreuse, à 1 139 mètres d'altitude. Il est l'un des points de la longue dépression « des trois cols » qui relie Saint-Pierre-de-Chartreuse au sud au village de Saint-Pierre-d'Entremont au nord[pas clair].
Il se situe entre le Grand Som à l'ouest et la Scia au sud-est.

## Toponymie
« Cucheron » signifie « butte » ou « colline ».

## Histoire
À la fin de l’année 218 av. J.-C., Hannibal Barca, en marche vers l'Italie, serait passé par le col du Cucheron, les Hurtières, Aiguebelle et Charbonnières lors de son passage des Alpes,.

## Cyclisme
Le col du Cucheron est franchi au total à 15 reprises par le Tour de France. Il est classé en 2e catégorie lors de ses trois derniers passages. Voici les coureurs qui ont franchi les premiers le col, :
- 1947 : Jean Robic  France
- 1948 : Gino Bartali  Italie
- 1951 : Bernard Gauthier  France
- 1958 : Charly Gaul  Luxembourg
- 1961 : Charly Gaul  Luxembourg
- 1962 : Raymond Poulidor  France
- 1965 : Julio Jiménez  Espagne
- 1968 : Roger Pingeon  France
- 1970 : Andrés Gandarias  Espagne
- 1971 : Désiré Letort  France
- 1978 : Hennie Kuiper  Pays-Bas
- 1983 : Christian Jourdan  France
- 1987 : Federico Echave  Espagne
- 1989 : Pedro Delgado  Espagne
- 1998 : Stéphane Heulot  France